# LoveGame
«LoveGame» es una canción de electropop futuristica de la cantante estadounidense Lady Gaga, perteneciente a su álbum debut The Fame. Escrita por Gaga y producida por RedOne, se lanzó como el tercer sencillo del álbum en América del Norte y Europa, y como el cuarto sencillo en Australia, Nueva Zelanda y Suecia, tras «Eh, Eh (Nothing Else I Can Say)». En el Reino Unido, fue lanzada como el cuarto sencillo, después de «Paparazzi».
La canción recibió elogios por parte de la crítica especializada, que destacaron el ritmo de la canción y su letra pegadiza. Gaga explicó que el término «disco stick» es un eufemismo para referirse al pene e indicó que se inspiró en la atracción sexual que sintió por un desconocido en un club nocturno. Con una vibra que evoca los clubes underground de Nueva York, «LoveGame» aborda temas como el amor, la fama y la sexualidad, que son el eje central del álbum. La canción tuvo varios remixes, incluido uno con el músico de rock Marilyn Manson. Comercialmente, fue un éxito al posicionarse en el top diez de países como los Estados Unidos, Australia, Nueva Zelanda, Canadá, Francia y Alemania, además de otros mercados europeos. Fue el tercer número uno consecutivo de Gaga en la lista Billboard Mainstream Top 40 y recibió una certificación de triple platino por la Asociación de la Industria Discográfica de América tras vender más de 3 millones de copias digitales.
El videoclip, inspirado en el underground neoyorquino, fue dirigido por Joseph Kahn y muestra a Gaga bailando en una estación de metro y en un estacionamiento. El video es un tributo al estilo de vida de Nueva York, incluyendo su glamour, seguidores y moda. También está influenciado por el videoclip de «Bad» de Michael Jackson, que transcurre en una estación de metro similar. Debido a su contenido sexual, el video fue prohibido en los horarios clasificados como aptos para menores en canales de televisión australianos. Gaga interpretó «LoveGame» en diversas ocasiones, como en programas de televisión, como Dancing with the Stars y The Ellen DeGeneres Show, en los MuchMusic Video Awards 2009 y en varias de sus giras de conciertos, entre ellas The Monster Ball Tour, gira principal del álbum, Joanne World Tour y The Chromatica Ball, así como de su residencia Lady Gaga: Enigma. En sus actuaciones, usualmente la cantante porta su característico «disco stick» en una mano.

## Antecedentes y lanzamiento

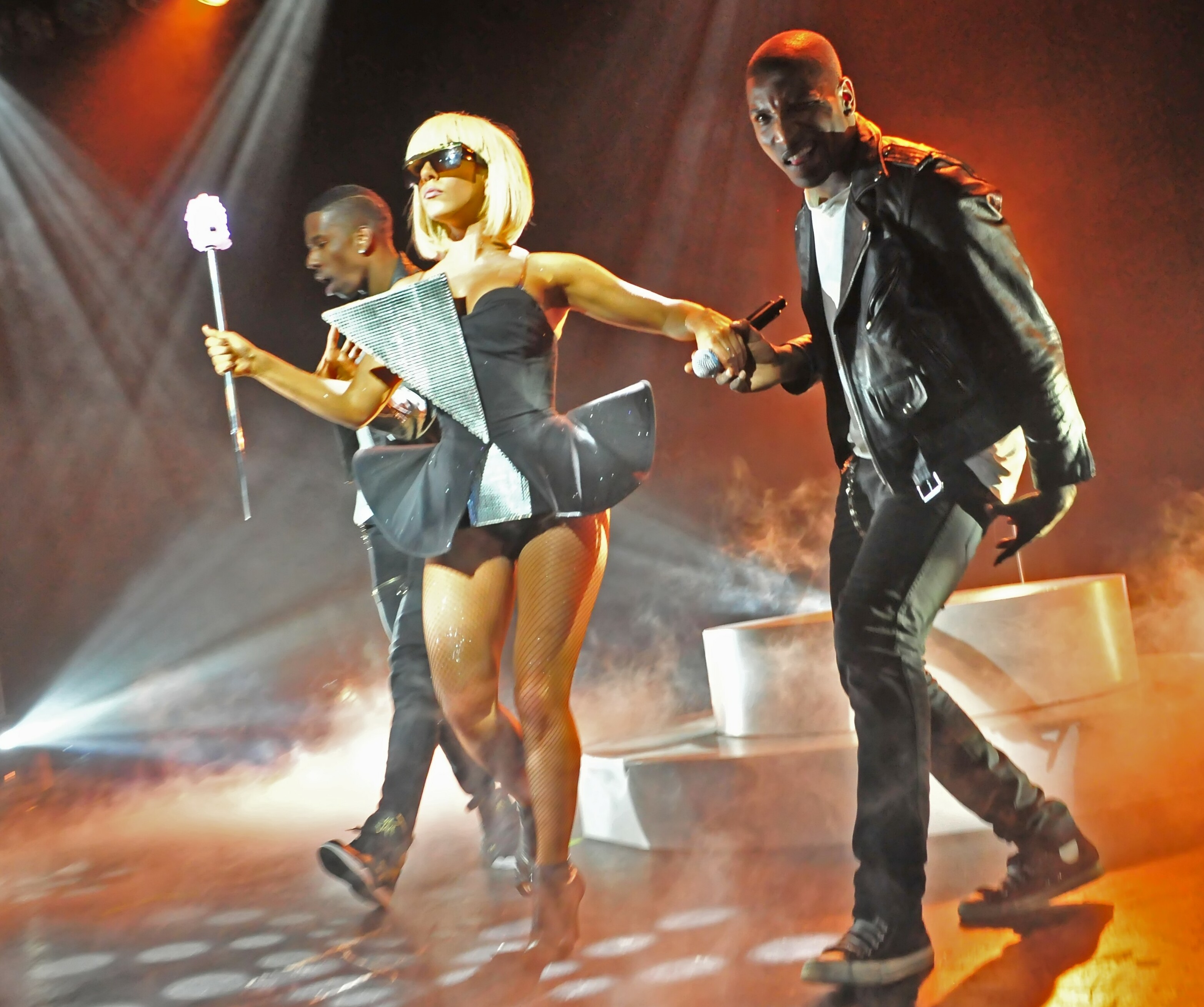
Gaga interpretando «LoveGame» en su gira The Fame Ball Tour.

Hacia finales de 2007, la compañía que representaba a Gaga la presentó al compositor y productor RedOne, quien también formaba parte de su equipo. Para 2008, Gaga se mudó a Los Ángeles para trabajar intensivamente con su discográfica en la producción de su álbum debut, The Fame, y conformó su propio equipo creativo, conocido como Haus of Gaga. «LoveGame» fue una de las canciones que escribieron juntos Gaga y RedOne, quien también se encargó de la producción. Según explicó Gaga en una entrevista con Rolling Stone, la inspiración para el tema surgió en un club nocturno, cuando sintió una atracción instantánea por alguien. Se acercó a esa persona y pronunció la frase «I wanna ride on your disco stick». Al considerar que era una metáfora ingeniosa para referirse al pene, Gaga decidió ir al estudio de grabación al día siguiente y escribió la canción en unos cuatro minutos. También concibió ideas para la interpretación en vivo, que incluiría «un bastón luminoso que parece una herramienta de placer con forma de caramelo gigante».
Durante su aparición en el programa australiano Rove, Gaga se refirió al contenido lírico de la canción y comentó que no se arrepentía de su metáfora del «disco stick», aunque esta llevó a la prohibición del videoclip en la cadena australiana Network 10. Añadió que la metáfora no pretendía ser sutil, ya que su significado era evidente. Según Gaga, «si acaso, creo que las personas son innecesariamente duras conmigo». Argumentó que gran parte de la música pop dirigida a jóvenes contiene letras más provocativas, pero señaló que su estilo visual y su forma de interpretar las canciones tienden a provocar reacciones más intensas. Concluyó afirmando que «es la música en relación con lo visual, en relación con la manera en la que me muevo y expreso las letras. Pero si solo quisiera hacer música para que la gente cantara "la di da", sería muy aburrido».
«LoveGame» se lanzó como el tercer sencillo del álbum en América del Norte y Europa, y como el cuarto en Australia, Nueva Zelanda y Suecia, después de «Eh, Eh (Nothing Else I Can Say)». En los Estados Unidos, fue enviada a las radios de formato pop contemporáneo a partir del 12 de mayo de 2009. Originalmente, estaba planeado que fuera el tercer sencillo en el Reino Unido; sin embargo, debido a las posibles controversias relacionadas con sus letras y videoclip, se decidió optar por el lanzamiento de «Paparazzi» en su lugar. «LoveGame» contó con varios remixes, entre ellos uno en colaboración con el rockero Marilyn Manson. Según Daniel Kreps de Rolling Stone, esta versión surgió durante una sesión fotográfica de Gaga para la revista en mayo de 2009, cuando Manson llegó al set. Impresionado por la sesión, decidió colaborar en el tema.

## Composición y grabación
Musicalmente, «Love Game» es una canción up-tempo dance-pop con un ritmo de baile futuristico. De acuerdo con Kerri Mason, de la revista Billboard, la composición de «llevar el ambiente del pie artificial y lentejuelas a la escena del metro de Nueva York, fuera del subterráneo, es perfecto pero sin perder su descaro». La canción se encuentra en un compás de 4/4 y está compuesto en la tonalidad de «B menor», con un ritmo musical de 104 latidos por minuto. 
La canción está construida en la progresión de los acordes Am-Dm-C-Am-Dm-C en los versos y coros. «LoveGame», tuvo muchos remixes, uno de los cuales incluían al cantante Marilyn Manson cantando el coro, dicho remix fue utilizado como parte del acto de apertura de la gira The Fame Ball Tour de la artista. Gaga explicó que la letra de «LoveGame» es muy clara. Ella pensó que la letra describe un poderoso mensaje sobre el amor, la fama y la sexualidad que son el tema central de su álbum The Fame.

## Vídeo musical

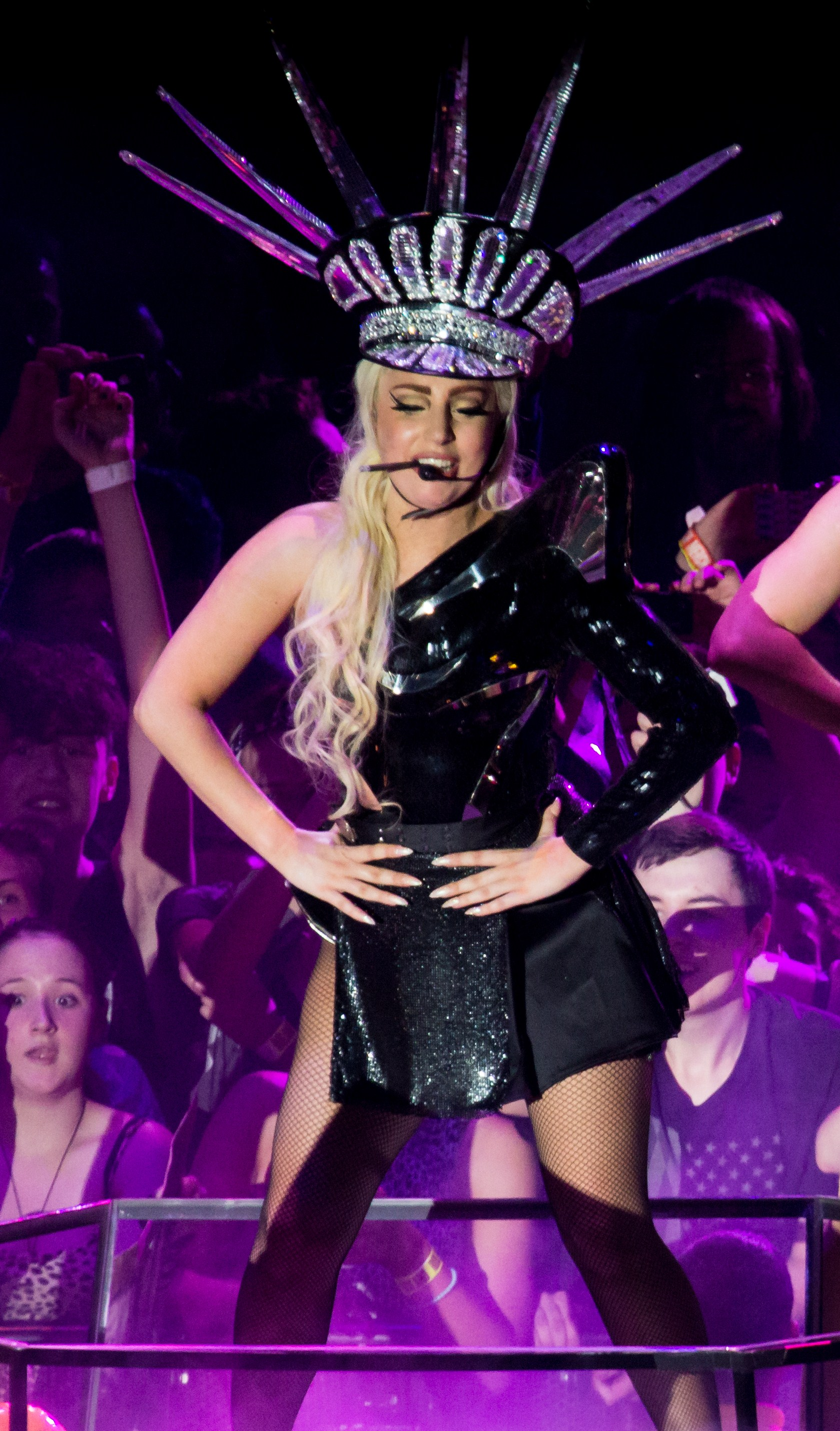
Gaga interpretando «LoveGame» en su gira The Born This Way Ball.

### Producción
El videoclip de «LoveGame», dirigido por Joseph Kahn, se estrenó el 13 de febrero de 2009. El video tiene lugar principalmente en una estación de metro, con escenas que evocan al videoclip de «Bad» de Michael Jackson, que también se desarrollaba en una ubicación similar. Fue filmado durante el fin de semana del 9 de enero de 2009, junto con el videoclip de «Eh, Eh (Nothing Else I Can Say)», en un almacén del puerto de Los Ángeles. A pesar de haber sido grabado en esta ciudad, la ambientación del video refleja un escenario típico de Nueva York. Durante un episodio especial de Behind the Scenes, Gaga habló con Entertainment Weekly sobre sus inspiraciones para el video. Explicó que buscaba crear un videoclip «enorme y lleno de baile», describiéndolo como «plástico, hermoso, deslumbrante, sudoroso, con alquitrán en el suelo». Además, quería incluir hombres con un aspecto intimidante y peligroso. Gaga concibió la idea de retratarse a sí misma y a los coprotagonistas como habitantes de Nueva York, desempeñando roles como diseñadores, artistas de performance y bailarines. Para ello, reclutó a personas del área céntrica de la ciudad, que habitualmente no serían seleccionadas para un videoclip.
Uno de los accesorios destacados del video fue un par de gafas de sol hechas de alambre. Según Gaga, imaginó «a un chico rebelde del centro de la ciudad caminando con sus amigos, agarrando un alicate y fabricando unas gafas de un pedazo de cerca en la calle». Apareció con estas gafas en la primera escena del video, junto con un atuendo con capucha de cadenas, señalando que «se ven muy rudas, como si las hubiera arrancado directamente de la cerca y puesto en mi rostro».

### Trama
El vídeo comienza con el título «Streamline» y tres hombres que se mueven en la calle. Uno de los hombres abre la tapa de una alcantarilla y resalta el nombre «Haus of Gaga». Gaga luego se muestra desnuda con pequeños diamantes azules, púrpura y también con brillo en su cuerpo, retozando con dos hombres que tienen las palabras «Amor» y «Fama» en la cabeza rapada. La escena cambia a una en la que Gaga se encuentra rodeada de hombres, y empieza a bailarles. El coro comienza con Gaga y sus bailarines bajando unas escaleras y al comienzo del coro bailando ya en el suelo. Desde el suelo se pueden apreciar los dos Gran Danés de Gaga, «Rumpus» y «Lava». Al terminar el coro, Gaga y los bailarines comienzan a caminar hacia la derecha y cambia de escena, apareciendo dentro de un metro. En el metro, Gaga baila mientas canta y en un giro de 360º cambia de ropa. En los laterales del tren se puede apreciar varios pósteres de su videoclip «Poker Face». Cambia la escena y en el coro, Gaga baila arriba de un auto junto con sus bailarines que están abajo. Aparece la policía y se los lleva a los bailarines. Cambia la escena y aparece Gaga coqueteando a un policía en su cabina. Entre los cambios de escena, se puede apreciar que hay una mujer, y después un hombre, es decir, en los cambios de escena Gaga besa a una mujer y a un hombre policía. La escena final consta de Gaga junto con sus bailarines en un estacionamiento, mientras que hace su coreo. Al final, todos ponen su mano en sus entrepiernas y mueven la cadera.

## Recepción

### Comentarios de la crítica
Sal Cinquemani de Slant Magazine comentó que la canción tiene «una letra barata y no enuncia ninguna semejanza a sexo real». Ben Norman de About.com dijo que «LoveGame», se asemeja a «Just Dance», con letras inteligentes como, «Let's have some fun/This beat is sick/I wanna take a ride on your disco stick» —en español: «Vamos a pasar un buen rato/Este ritmo es enfermo/Quiero tomar un paseo en tu palo de discoteca». Al revisar The Fame, la BBC dijo que la canción sonaba robótica en la línea «I wanna take a ride on your disco stick». Sin embargo, la canción la consideraron tan brillante, así como tan fría. El editor musical de The Phoenix, Daniel Brockman dijo que «Gaga sube la apuesta en términos de composición de canciones pegadizas y pura, altas en el club con un ritmo duro de abandonar». También comento acerca del estribillo «Let's have some fun/This beat is sick/I wanna take a ride on your disco stick» diciendo que «Puede ser el estribillo más genial que he oído de un disco con un importante sello este año».
Ben Hogwood de MusicOMH.com, declaró la canción como «de primera clase, de diamante incrustaciones de pop», junto con otras canciones como «Starstruck» y «Paparazzi», pero comentó que las letras a veces suenan extrañas. Sarah Rodman de The Boston Globe dijo que la canción «tiene un nivel de quippage cuneta con movimientos sinuosos». El editor de música de Billboard, Chris Williams dio a la canción una crítica positiva, al comentar que «tiene todos los ingredientes ganadores de sus predecesores: una radio-friendly, club o electropop, pero tiene una frase lo suficientemente tonta para sentir provocación que es; «Let's have some fun/This beat is sick/I wanna take a ride on your disco stick» —en español: Vamos a pasar un buen rato, este ritmo está enfermo, quiero un ruedo en tu disco-palo—, y un toque de los años 80 la magia de sintetizador, por lo que los adultos pueden desempeñar a lo largo de la victoria».

### Rendimiento comercial

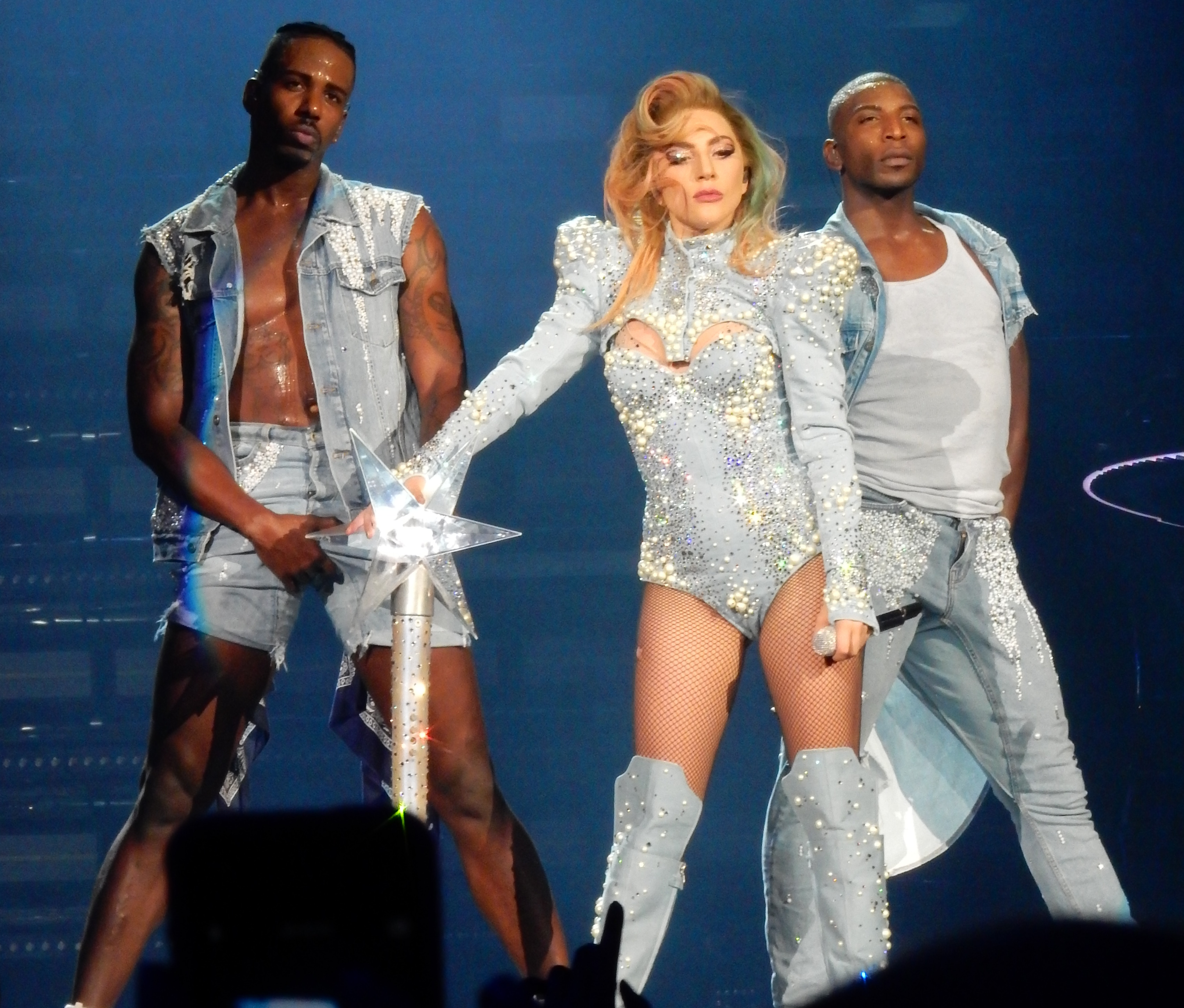
Gaga interpretando "LoveGame" en el Joanne World Tour en 2018.

En Estados Unidos, en la lista Billboard Hot 100, «LoveGame» debutó en la semana del 4 de abril de 2009, en la posición noventa y seis. A la semana siguiente, descendió a la posición noventa y nueve. A medida que pasaban las semanas, «LoveGame» fue ganando posiciones hasta que en su octava semana logró entrar en el top 10, posicionándose en el número seis con 107 000 descargas digitales, convirtiéndose en la canción más descargada de la semana. Dos semanas después, «LoveGame» alcanzó su máxima posición en la lista colocándose en el número cinco, manteniéndolo por tres semanas no consecutivas. La canción ha alcanzado el número uno en la lista "Dance/Club Play Songs". Una semana después, la canción se convirtió en el tercer número uno dentro de Gaga en la lista "Pop Songs". Fue certificada como dos discos platino, y sus ventas, al 7 de octubre de 2011, estimaban las 2 433 000 copias digitales en el país. Para finales de marzo de 2014, había vendido 2 584 000 copias solo en los Estados Unidos.
En la semana del 6 de septiembre de 2008, «LoveGame» debutó en la lista Canadian Hot 100, de Canadá, en la posición número sesenta y ocho, a pesar de que no había sido lanzado como sencillo aún. «LoveGame» debutó en la misma semana que «Just Dance» era número uno, y que «Poker Face» debutaba en la posición cuarenta y uno. A la semana siguiente de su debut, la canción salió de la lista. «LoveGame» reapareció en la lista en la semana del 10 de enero de 2009, en el número ochenta y siete. En su semana número once, «LoveGame» logró entrar en el top 10, colocándose en la posición número nueve. Luego de subir y bajar posiciones, en su semana número veintiuno alcanzó su máxima posición en la lista, la número dos. En junio de 2009, la canción fue certificada como doble disco de platino por la CRIA, por haber vendido más de 80 000 copias digitales.
A principios de 2009, la canción debutó en Reino Unido, en la lista UK Singles Chart, en la posición número sesenta y cuatro, siendo esto antes de su lanzamiento oficial. Volvió a entrar en la lista luego de ser oficialmente lanzado como sencillo en la posición número treinta y tres. En las semanas siguientes, fue ganando posiciones hasta que en su séptima semana logró su máxima posición, que fue la número diecinueve. Las descargas digitales de «LoveGame» superan los 3 millones a nivel mundial.

## Presentaciones en vivo

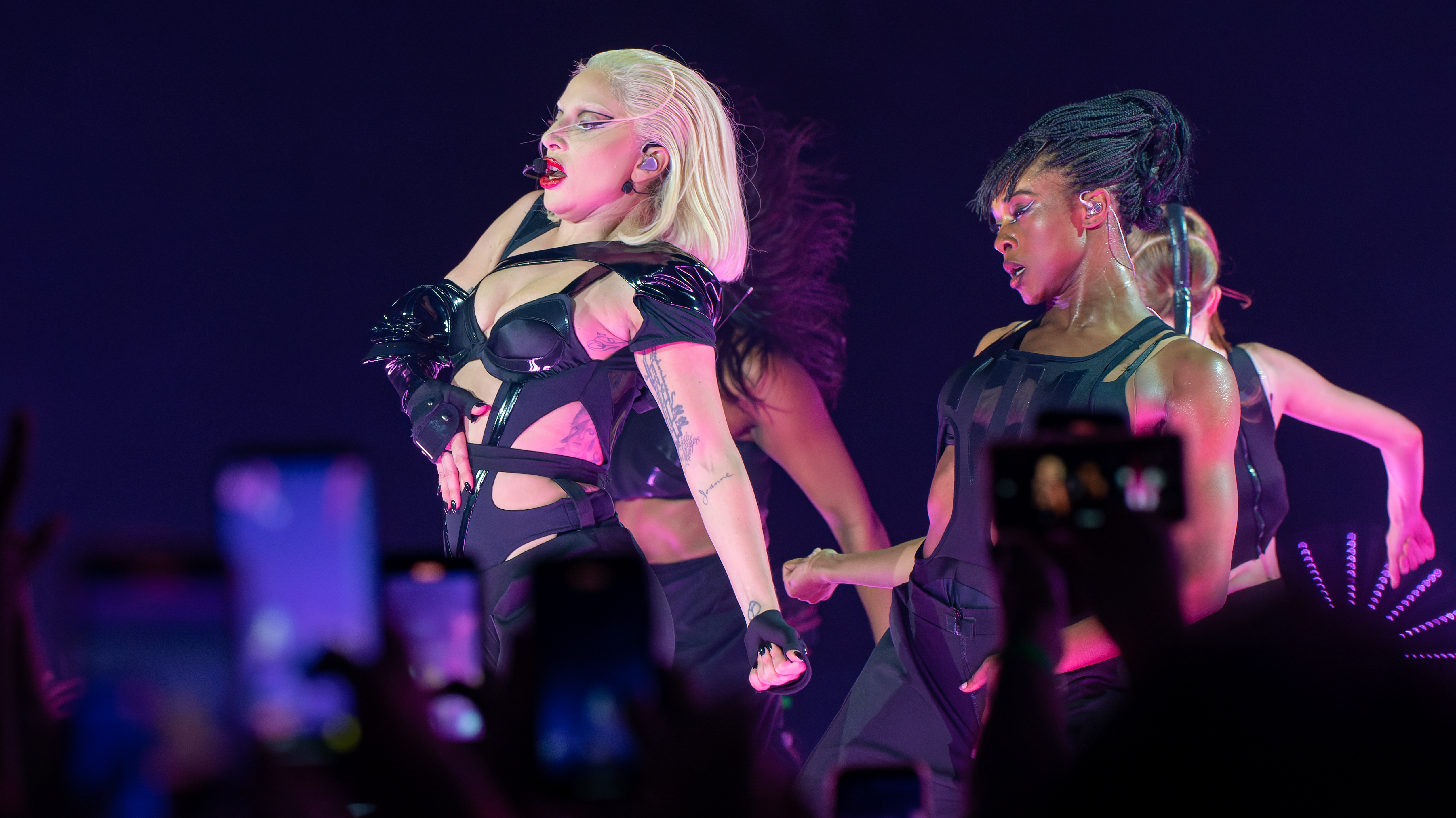
Gaga interpretando la canción en su gira The Chromatica Ball en 2022.

Gaga interpretó la canción en directo en el programa británico The Album Chart Show el 14 de febrero de 2009, como promoción de su álbum debut, The Fame. El 20 de marzo de 2009, la canción fue interpretada en directo en la sesión de AOL, junto con otras canciones de Gaga, tales como «Just Dance», «Paparazzi», «Beautiful, Dirty, Rich» y una versión acústica de «Poker Face». La canción fue una parte importante de Gaga en el acto de apertura de The Fame Ball Tour, la canción se realizaba junto con un remix de «Starstruck» otra canción de The Fame. Gaga al interpretar la canción llevaba una falda corta de color plata y negro, con una pieza triangular situada en el pecho derecho, unos zapatos de tacón alto y un bastón con luces apodado Disco Stick que también fue usado para la filmación del vídeo.
El 17 de mayo de 2009, Gaga interpretó la canción en vivo en el programa de entrevistas de Australia, Rove. También se interpretó la canción en Dancing with the Stars. Un remix de «Poker Face» y «LoveGame» se realizó en los MuchMusic Video Awards 2009, durante el espectáculo, Gaga uso una especie de pechos pirotécnicos por los cuales salía fuego. El 8 de septiembre de 2009, Gaga interpretó la canción en vivo en el estreno de la séptima temporada de The Ellen DeGeneres Show. Gaga cantó la canción en la trigésimo quinta temporada del programa estadounidense Saturday Night Live usando una gran bola de metal con forma de giroscopio. Sn sus presentaciones de The Monster Ball Tour Gaga al cantar «LoveGame» lucía un látex transparente junto con unos tacones blancos y un bastón luminoso apodado Disco Stick pero esta vez más grande y más luminoso. El 24 de septiembre de 2011, la cantante se presentó en el iHeartRadio Music Festival, donde cantó «LoveGame» junto con canciones de sus álbumes The Fame, The Fame Monster y Born This Way: «Just Dance», «Poker Face», «Paparazzi», «Bad Romance», «Telephone», «Alejandro», «Born This Way», «Judas», «The Edge of Glory», «Yoü and I», «Hair» y «Scheiße». Además de ello, interpretó junto al cantante británico Sting otras dos canciones: «Stand By Me», perteneciente a Ben E. King, y «King of Pain» de The Police. Gaga también la incluyó en el repertorio de sus giras Joanne World Tour y The Chromatica Ball, así como de su residencia Lady Gaga: Enigma.

## Posicionamiento en listas

### Semanales
| Alemania          | German Singles Chart            | 7  |
| Australia         | Australian Singles Chart        | 4  |
| Austria           | Austrian Singles Chart          | 6  |
| Bélgica (Flandes) | Belgian Singles Chart           | 5  |
| Bélgica (Valonia) | Belgian Singles Chart           | 6  |
| Canadá            | Canadian Hot 100                | 2  |
| Estados Unidos    | Billboard Hot 100               | 5  |
| Estados Unidos    | Billboard Pop Songs             | 1  |
| Estados Unidos    | Billboard Dance/Club Play Songs | 1  |
| Finlandia         | Finnish Singles Chart           | 12 |
| Francia           | French Singles Chart            | 5  |
| Países Bajos      | Dutch Top 50                    | 27 |
| Hungría           | Hungarian Airplay Chart         | 4  |
| Irlanda           | Irish Singles Chart             | 30 |
| Nueva Zelanda     | New Zealand Singles Chart       | 12 |
| Reino Unido       | UK Singles Chart                | 19 |
| República Checa   | Czech Airplay Chart             | 10 |
| Suecia            | Swedish Singles Chart           | 12 |
| Suiza             | Swiss Singles Chart             | 15 |

| Predecesor: "Body Rock" de Oceana     | Billboard Hot Dance Club Songs - Sencillo N° 1 25 de julio de 2009 - 1 de agosto de 2009 | Sucesor: "Love etc." de Pet Shop Boys       |
| Predecesor: "Don't Trust Me" de 3OH!3 | Pop Songs - Sencillo N° 1 18 de julio de 2009 - 1 de agosto de 2009                      | Sucesor: "Waking Up in Vegas" de Katy Perry |

### Certificaciones
| País           | Organismo certificador | Certificación | Ventas certificadas | Ref.   |
| -------------- | ---------------------- | ------------- | ------------------- | ------ |
| Alemania       | BVMI                   | Oro           | 150 000             | [ 52 ] |
| Australia      | ARIA                   | 4× Platino    | 280 000             | [ 53 ] |
| Brasil         | ABPD                   | Platino       | 60 000              | [ 54 ] |
| Canadá         | CRIA                   | 2× Platino    | 80 000              | [ 28 ] |
| Estados Unidos | RIAA                   | 3× Platino    | 3 000               | [ 23 ] |
| Nueva Zelanda  | RIANZ                  | Oro           | 7500                | [ 55 ] |
| Reino Unido    | BPI                    | Oro           | 400 000             | [ 56 ] |

### Anuales
| Australia         | Australian Singles Chart        | 39  |
| Austria           | Austrian Singles Chart          | 51  |
| Bélgica (Flandes) | Belgian Singles Chart           | 30  |
| Bélgica (Valonia) | Belgian Singles Chart           | 49  |
| Canadá            | Canadian Hot 100                | 13  |
| Estados Unidos    | Billboard Hot 100               | 35  |
| Estados Unidos    | Billboard Dance/Club Play Songs | 26  |
| Francia           | French Singles Chart            | 33  |
| Países Bajos      | Dutch Top 50                    | 55  |
| Reino Unido       | UK Singles Chart                | 110 |
| Suecia            | Swedish Singles Chart           | 53  |
| Suiza             | Swiss Singles Chart             | 89  |
| Europa            | European Hot 100                | 46  |

## Premios y nominaciones
El sencillo «LoveGame» fue nominado en algunas ceremonias de premiación. A continuación, una pequeña lista con algunas de las candidaturas que obtuvo el sencillo:
| Año  | Premiación       | Categoría              | Resultado | Ref.   |
| ---- | ---------------- | ---------------------- | --------- | ------ |
| 2009 | MP3 Music Awards | Radio/Charts/Downloads | Ganador   | [ 67 ] |
| 2010 | BMI Awards       | Reconocimiento BMI     | Ganador   | [ 68 ] |

## Créditos y personal
- Lady Gaga: Composición, letra, voz.
- RedOne: Composición, producción, instrumentación, grabación.
- Robert Orton: Mezclador.

Fuente: Allmusic.

## Historial de lanzamientos
| País           | Fecha                    | Formato                        | Discográfica       | Ref.   |
| -------------- | ------------------------ | ------------------------------ | ------------------ | ------ |
| Canadá         | 24 de marzo de 2009      | Descarga digital               | Interscope Records | [ 70 ] |
| Estados Unidos | 31 de marzo de 2009      | Descarga digital               | Interscope Records | [ 70 ] |
| Estados Unidos | 12 de mayo de 2009       | Airplay                        | Interscope Records | [ 71 ] |
| Estados Unidos | 12 de mayo de 2009       | Descarga digital (The Remixes) | Interscope Records | [ 72 ] |
| Estados Unidos | 9 de junio de 2009       | Sencillo en CD (The Remixes)   | Interscope Records | [ 73 ] |
| Alemania       | 26 de junio de 2009      | Sencillo en CD                 | Interscope Records | [ 73 ] |
| Francia        | 11 de mayo de 2009       | Sencillo en CD                 | Interscope Records | [ 73 ] |
| Reino Unido    | 11 de septiembre de 2009 | Sencillo en CD                 | Interscope Records | [ 73 ] |

## Formatos
| - Australian iTunes single 1. «LoveGame» (Album Version) – 3:33 2. «LoveGame» (Robots to Mars Remix) – 3:13 - Australian iTunes remixes 1. «LoveGame» – 3:32 2. «LoveGame» (Dave Audé Radio Edit) – 3:32 3. «LoveGame» (Jody Den Broeder Radio Edit) – 3:53 4. «LoveGame» (Space Cowboy Remix) – 3:20 5. «LoveGame» (Robots to Mars Remix) – 3:13 6. «LoveGame» (Dave Audé Club Mix) – 8:35 7. «LoveGame» (Jody Den Broeder Club Mix) – 6:28 - LoveGame (Chew Fu Ghettohouse Fix) iTunes single 1. «LoveGame» (Chew Fu Ghettohouse Fix) ft Marilyn Manson – 5:20 - U.K. iTunes Remix EP 1. «LoveGame» – 3:37 2. «LoveGame» (Chew Fu Ghettohouse Fix ft Marilyn Manson) – 5:20 3. «LoveGame» (Space Cowboy Remix) – 3:20 4. «LoveGame» (Jody Den Broeder Club Mix) – 6:27 5. «LoveGame» (Music Video) – 3:44 - U.S. / EU 'The Remixes' CD single 1. «LoveGame» – 3:37 2. «LoveGame» (Instrumental) – 3:37 3. «LoveGame» (A capela) – 3:31 4. «LoveGame» (Dave Aude' Remix) – 3:33 5. «LoveGame» (Space Cowboy Remix) – 3:21 6. «LoveGame» (Robots To Mars Remix) – 3:13 | - U.S. and Canadian iTunes remix single 1. «LoveGame» (Dave Audé Radio Edit) – 3:32 2. «LoveGame» (Space Cowboy Remix) – 3:20 3. «LoveGame» (Robots to Mars Remix) – 3:13 - French iTunes remixes 1. «LoveGame» – 3:32 2. «LoveGame» (Dave Audé Radio Edit) – 3:32 3. «LoveGame» (Jody Den Broeder Radio Edit) – 3:53 4. «LoveGame» (Space Cowboy Remix) – 3:20 5. «LoveGame» (Robots to Mars Remix) – 3:13 6. «LoveGame» (Dave Audé Club Mix) – 8:35 7. «LoveGame» (Jody Den Broeder Club Mix) – 6:28 - French iTunes remixes (bonus track version) 1. «LoveGame» (Chew Fu Ghettohouse Fix ft Marilyn Manson) – 5:20 2. «LoveGame» (Robots to Mars Remix) – 3:12 3. «LoveGame» (Space Cowboy Remix) – 3:20 4. «LoveGame» (Jody Den Broeder Club Mix) – 6:27 5. «LoveGame» (Dave Audé Club Mix) – 8:35 6. «LoveGame» (Chester French Remix) – 3:15 7. «LoveGame» – 3:31 - UK CD single 1. «LoveGame» – 3:31 2. «LoveGame» (Chew Fu Ghettohouse Fix) ft Marilyn Manson – 5:20 - EU CD single 1. «LoveGame» – 3:31 2. «LoveGame» (Robots to Mars Remix) – 3:12 |